# Cieśnina Indispensable

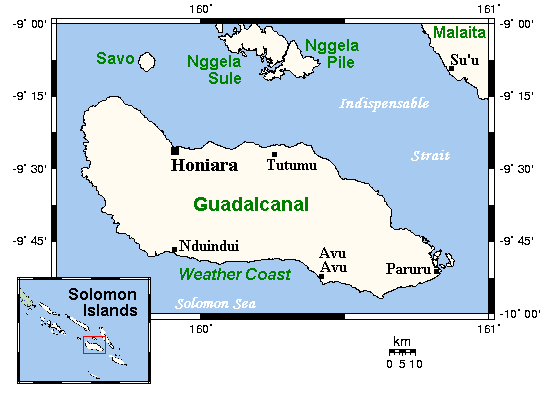
Mapa cieśniny Indispensable i wyspy Guadalcanal

Cieśnina Indispensable – kanał morski na Wyspach Salomona, biegnący około 200 km od Santa Isabel do Makiry, pomiędzy Wyspami Nggela i Guadalcanalem na południowy zachód, i Malaitą.